# Condado de St. Joseph (Michigan)
O Condado de St. Joseph é um dos 88 condados do estado americano de Michigan. A sede do condado é Centreville, e sua maior cidade é Sturgis.
O condado possui uma área de 1 350 km² (dos quais 45 km² estão cobertos por água), uma população de 62 422 habitantes, e uma densidade populacional de 48 hab/km² (segundo o censo nacional de 2000). O condado foi fundado em 1829.